# Каликин, Георгий Александрович

Мемориальная доска в Североморске

Георгий Александрович Каликин (12 февраля 1935, Баку — 19 января 1999, Мурманск) — советский и российский композитор и военный моряк. Автор популярных песен о Севере, в том числе на стихи мурманских поэтов, создатель музыки для спектаклей Драматического театра Северного Флота. С 1974 — первый на Кольском Севере член Союза композиторов.

## Биография
С детства разрывался между музыкой, к которой демонстрировал явный талант и морской романтикой. В конце концов закончил Каспийское училище и выбрал службу на флоте. С 1957 — на Северном. Отслужил более трёх десятилетий, многократно проходил Северным морским путём от Североморска до Владивостока, был в плаваниях в районе Новой Земли. Пытался совмещать службу с созданием песен. Высшее музыкальное образование получил заочно. Творчество и профессиональная биография композитора оказалось связано с именем А. Пахмутовой. С 1985 преподавал в музыкальном училище в Мурманске. Не терял связи с флотом и после отставки, часто встречался с моряками и входил в жюри музыкальных конкурсов.
Похоронен на Новом мурманском кладбище (правая сторона, сектор 3).

## Память
В Мурманске и Североморске в честь Каликина установлены мемориальные доски.